# Deutsche Dampfschifffahrts-Gesellschaft „Hansa“

Kontorflagge der Deutschen Dampfschifffahrts-Gesellschaft „Hansa“

Die Deutsche Dampfschifffahrts-Gesellschaft „Hansa“ (kurz DDG „Hansa“) oder Hansa-Linie, wurde 1881 in Bremen gegründet. Sie war bis zu ihrem Konkurs 1980 eine der bedeutendsten Reedereien der Welt.

## Geschichte

### Anfangsjahre

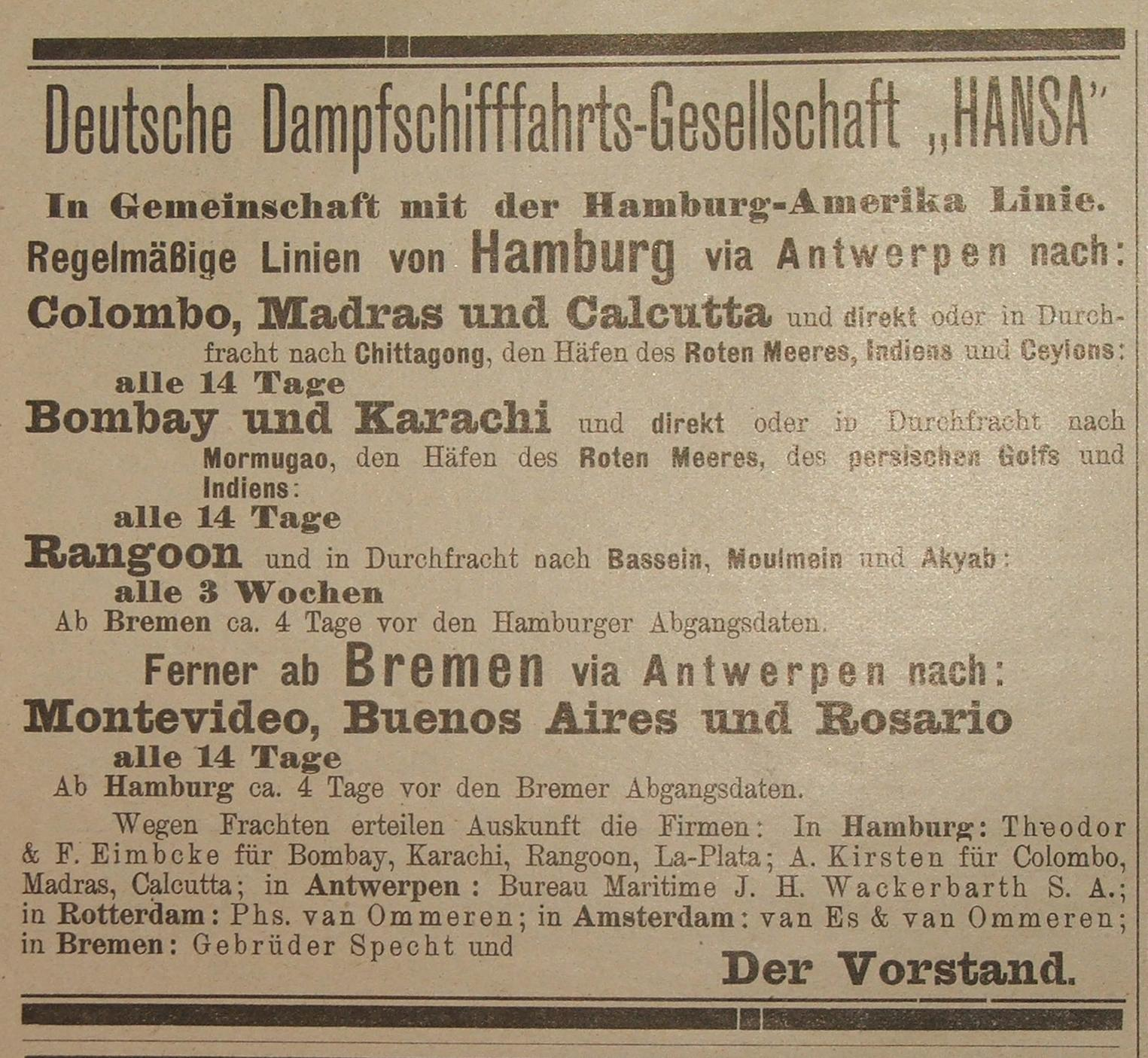
Werbung der Deutschen Dampfschifffahrts-Gesellschaft „Hansa“ von 1913

Die DDG „Hansa“ wurde am 3. Dezember 1881 auf der „constituierenden Generalversammlung“ in Bremen von vornehmlich bremischen Kaufleuten gegründet. Ziel der Unternehmung war der Aufbau des Fernhandels durch Dampfschiffe mit Indien, als auch die Schaffung von regelmäßigen Linienverbindungen zu den deutschen Ostseehäfen, nach Skandinavien, dem westlichen Mittelmeer und nach Russland. Das Gründungskapital der Gesellschaft, deren Name unter Umständen auf die gleichnamige 1873 liquidierte Unterweser-Schleppreederei zurückging, betrug anfangs vier Millionen Mark, wurde dann aber auf drei Millionen Mark reduziert. Unter dem Vorstandsvorsitzenden Christoph Hellwig Papendieck, einem Reismühlenbesitzer und Weinimporteur, wurden die ersten sieben Schiffe mit zusammen rund 15.000 Tonnen Tragfähigkeit in Auftrag gegeben, mit denen in den Jahren 1882/83 ein regelmäßiger Dienst nach Indien, ins Mittelmeer und die Ostsee aufgebaut wurde.
Am 2. Januar 1882 ernannte man Oltmann Johann Dietrich Ahlers aus Elsfleth zum Direktor. Dieser vergrößerte und verjüngte die Flotte und erweiterte das Liniennetz der Reederei in den folgenden Jahren. Im April 1883 trat die Reederei mit dem Schlepper Hansa und zwei Leichtern in die Flussschifffahrt ein und begann einen Zubringerdienst zwischen Bremen, Bremerhaven und Hamburg. Im selben Jahr eröffnete die „Hansa“ einen Dienst an der chinesischen Küste. Am 10. Mai 1884 verlor die Reederei mit dem Dampfer Stolzenfels nach dessen Kollision auf dem Mekong ihr erstes Schiff. Die Schifffahrt in die Ostsee gab man nach verlustreichen Jahren schon 1904 wieder auf, die ebenfalls nicht ertragreiche Mittelmeerfahrt wurde auf die Linien nach Spanien und Portugal reduziert. Aufgefangen wurden die Verluste der anderen Linien durch die Verbindungen nach Südostasien, die sich vorteilhaft entwickelten. Um engere Verbindungen in dieses erfolgversprechende Fahrtgebiet aufnehmen zu können, gründete man im Dezember 1888 mit einem Aktienkapital von zwei Millionen Mark die Asiatische Linie als eigenständigen Betrieb, der innerhalb der DDG „Hansa“ für einige Jahre eine Sonderstellung einnahm. Zum Betrieb der neuen Linie orderte man zunächst fünf Schiffe der Weinsorten-Klasse, denen nach dem Verlust des Dampfers Marcobrunner ein Ersatzbau folgte. Im April 1889 bezog die Reederei ihr eigenes Kontorgebäude an der Zweiten Schlachtpforte 1, dessen Adresse sich durch Zukäufe und Umbauten später in  Schlachte 6 änderte. Mit Schiffen mittlerer Größe befuhr die Reederei das Gebiet der La-Plata-Häfen ab 1890 anfangs sporadisch und bald darauf als eigene Linie. In diesem Fahrtgebiet richtete man 1893 einen Gemeinschaftsdienst mit dem Norddeutschen Lloyd ein, für den die DDG eigens zwei neue Dampfer in Flensburg bestellte. Ein weiteres Fahrtgebiet ergab sich nach der Aufgabe des Portugal-Handels der britischen Reederei Coverley & Company im Jahr 1893. Die „Hansa“ eröffnete einen Hamburg-Portugal-Ersatzdienst, auf dem sie bald darauf in einem Gemeinschaftsdienst mit der Oldenburg-Portugiesischen Dampfschiffs-Rhederei (OPDR) fuhr. 1895 verschmolz man die DDG mit der Asiatischen Linie und verstärkte deren gemeinsames Liniennetz. Im Jahr 1898 stellte die seit 1888 in diesem Gebiet konkurrierende Hamburg-Calkutta-Linie, ein Gemeinschaftsunternehmen der Hamburger Reedereien A. Kirsten und F. Laeisz, ihren Betrieb ein, während die DDG ihr Fahrtgebiet zur selben Zeit um Rangoon in Burma erweiterte.

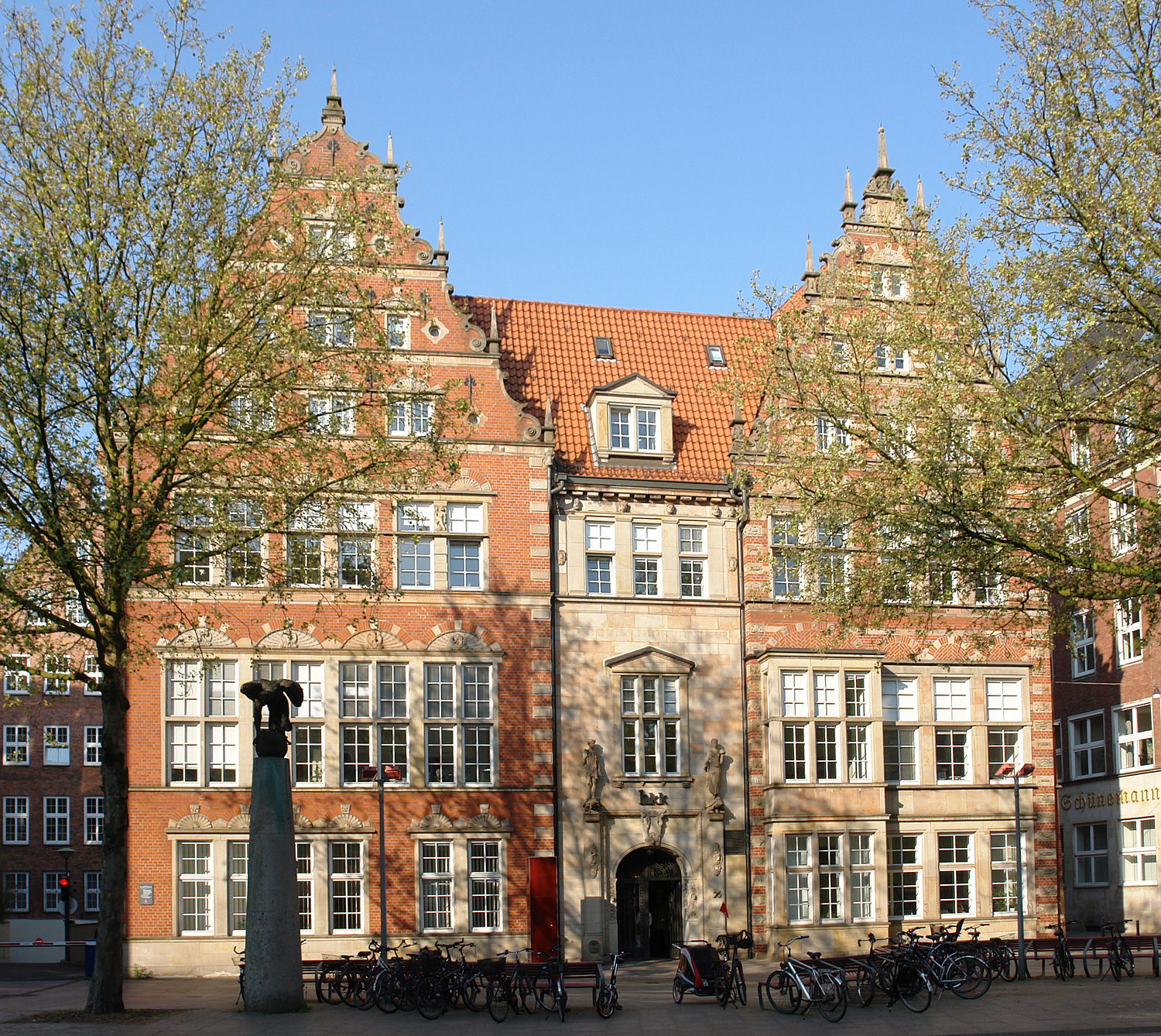
1912–1915 durch die DDG erbautes Gebäude an der Martinistraße

1902 traf die DDG eine Vereinbarung mit der HAPAG und dem Norddeutschen Lloyd, wonach diese ebenfalls ausgehende Ladung von Indien nach Deutschland abfahren durften. 1903 erhielt die Ostindische Linie vom Deutschen Reich den Status einer Reichspostdampferlinie. Ebenfalls 1903 eröffnete die „Hansa“ Liniendienste von Nordamerika nach Indien und nach Südafrika. 1907 erweiterte man diese Nordamerikalinien nach Niederländisch-Indien. Mitte der 1900er Jahre wurde eine größere Anzahl älterer und kleinerer Schiffe abgestoßen und größere in Auftrag gegeben, die jetzt durchweg keine Hilfsbesegelung mehr führten. 1910 löste das Vorstandsmitglied Hermann Helms den verstorbenen Direktor Ahlers im Amt als Vorstandsvorsitzender ab. Beginnend mit dem Dampfer Birkenfels wurden nahezu alle Schiffe der DDG-Flotte in den Jahren 1910 bis 1913 mit drahtloser Telegraphie ausgestattet. 1911 erweiterte die „Hansa“ ihr Abkommen mit der Hamburg-Amerika-Linie. Die HAL trat dem Indien-Liniendienst der DDG bei und diese steuerte der gemeinsamen Frachtlinie die beiden Dampfer Goldenfels und O. J. D. Ahlers bei. Zusätzlich richtete die „Hansa“ 1914 gemeinsam mit mehreren britischen und skandinavischen Reedereien eine Linie von Skandinavien nach Indien ein. Die Flotte der „Hansa“ war in den Jahren seit 1900 nochmals stark angewachsen. Verfügte man um 1900 noch über rund 40 Schiffe mit 116.653 Bruttoregistertonnen, so war die DDG 1913 mit 67 Schiffen die drittgrößte deutsche Reederei sowie die neuntgrößte weltweit. Ein Jahr darauf besaß die Reederei 70 Schiffe und weitere zehn im Bau, die bereits eine Gesamtvermessung von 437.489 BRT aufwiesen. Darüber hinaus betrieb die Reederei noch eine Reihe von Leichtern, Barkassen, Schleppern usw. Bei Kriegsantritt 1914 war die DDG „Hansa“ die weltweit größte reine Frachtreederei. Schon 1914 verlor die Reederei 27 ihrer Schiffe überwiegend in britischen Häfen oder durch britische Seestreitkräfte. Bis 1917 kamen 17 weitere Verluste vor allem durch den Kriegsbeitritt anfangs
neutraler Staaten hinzu. Von diesen gingen vierzehn (neun durch deutsche Unterseeboote) bis zum Kriegsende total verloren.

Rechnet man die im Bau befindlichen Schiffe mit, so ging in den Jahren des Ersten Weltkriegs die Hälfte der seegehenden Flotte durch Kriegsverluste und durch Beschlagnahmung in ausländischen Häfen verloren. Von 1912 bis 1915 entstand nach den Plänen der Architekten Heinrich Wilhelm Behrens und Friedrich Neumark das ab 1950 wieder aufgebaute Kontorgebäude der Reederei an der Martinistraße 26, das um 1981/83 die Handelskrankenkasse erwarb.

### Zwischenkriegsjahre und Zweiter Weltkrieg
Nach dem Ende des Ersten Weltkriegs wurde die gesamte verbleibende Reedereiflotte von 35 Schiffen bis auf einen kleinen Dampfer, die Soneck, enteignet. Unter Hermann Helms, der das Unternehmen bis 1940 leitete, begann der Wiederaufbau. Um die nochmals stärker gefährdete Bremer Dampfschifffahrts-Gesellschaft „Neptun“ nicht Fremdinteressen geopfert zu sehen, übernahm die „Hansa“ in dieser Zeit einen größeren Aktienanteil des Mitbewerbers.

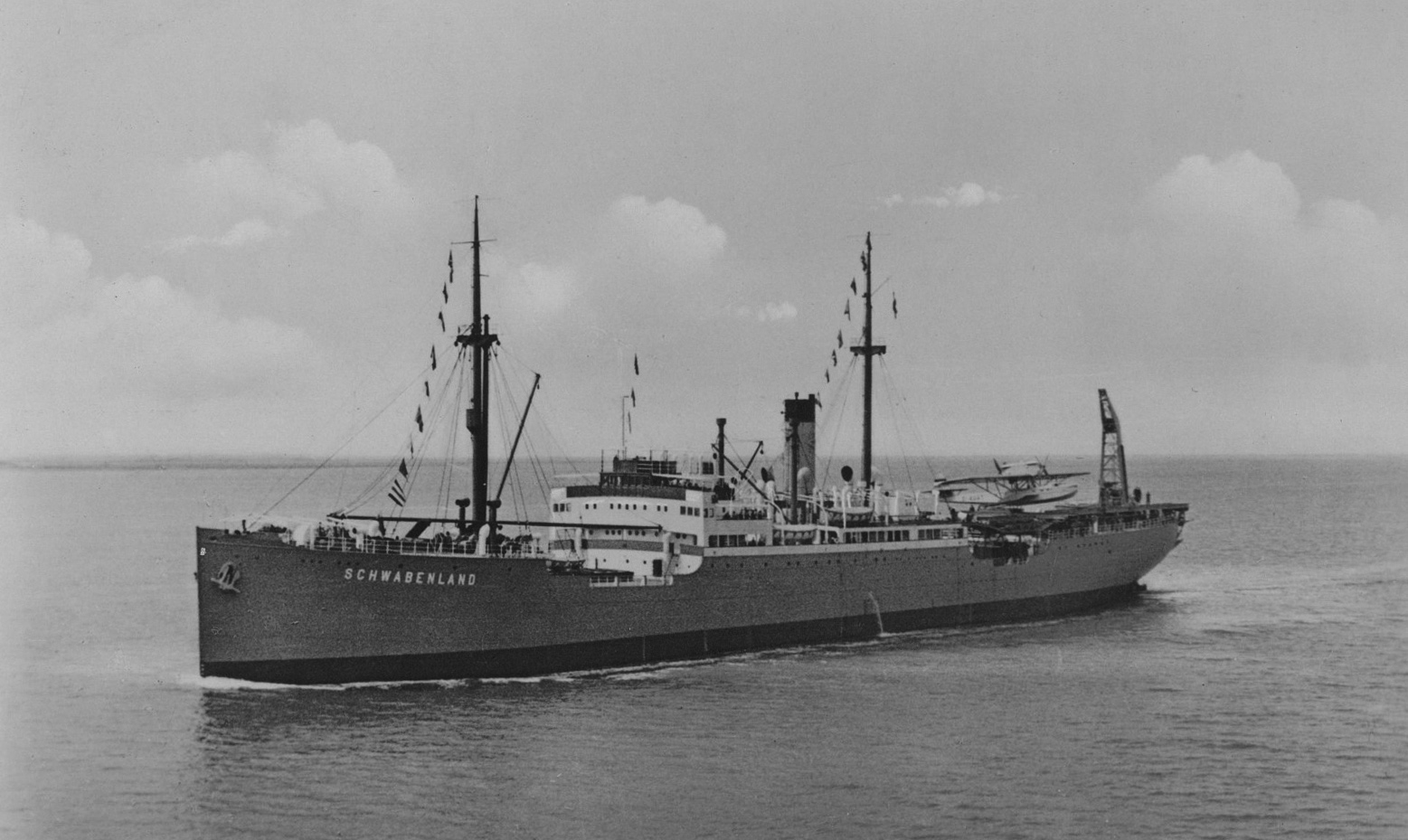
Das Katapultschiff Schwabenland, 1925 als Typschiff Schwarzenfels der gleichnamigen Klasse gebaut

Mit dem einzig verbliebenen DDG-Schiff Soneck nahm man im August 1919 zunächst wieder den Gemeinschaftsdienst mit der OPDR nach Portugal auf und dehnte diesen bis zum April 1921 auf Nord- und Südspanien aus. Im Juli 1920 nahm die DDG ihren Liniendienst nach Indien mit Chartertonnage wieder auf. Im November 1920 setzte die Reederei auf dieser wichtigen Linie ihren ersten Nachkriegsneubau, den noch im Krieg bestellten Dampfer Frauenfels in Fahrt. Weitere Neubauten und Ankäufe, darunter einige Rückkäufe enteigneter Reedereischiffe folgten und im Dezember 1921 besaß die „Hansa“ wieder 14 Schiffe. Im Februar 1923 war die Reederei in der Lage, die indische Linie wieder in Einzellinien nach Bombay und Kalkutta aufzuteilen, wobei erstere auf der Rückreise auch Karachi und zusätzlich auch Häfen am Persischen Golf bediente. Diese anfänglich nur als Anhängsel im Liniendienst betriebene Fahrt zum Persischen Golf entwickelte sich bald zu einem der Hauptfahrtgebiete der DDG „Hansa“. 1924 war die Flotte auf 27 Schiffe gewachsen, und im Jahr darauf gab die Reederei im Zuge des weiteren Flottenausbaus mit der Schwarzenfels-Klasse erstmals seit der 1912 gebauten Rolandseck wieder neue Motorschiffe in Auftrag. 1926 wurde die Fahrt nach Rangoon wieder aufgenommen, und 1927 kam ein monatlicher Dienst zu den Häfen Vorderindiens hinzu. Im Jahr 1928 erwarb die DDG den Schuppen 81 im Hamburger Hafen und gab die Flussschifffahrt auf. Im selben Jahr gab die Reederei die zukunftsweisenden Lichtenfels-Schiffe, die ersten Schwergutschiffe der „Hansa“, bei der Deschimag in Auftrag. Beginnend mit diesen Schiffen stieg die „Hansa“ später zur weltgrößten Schwergutreederei auf.

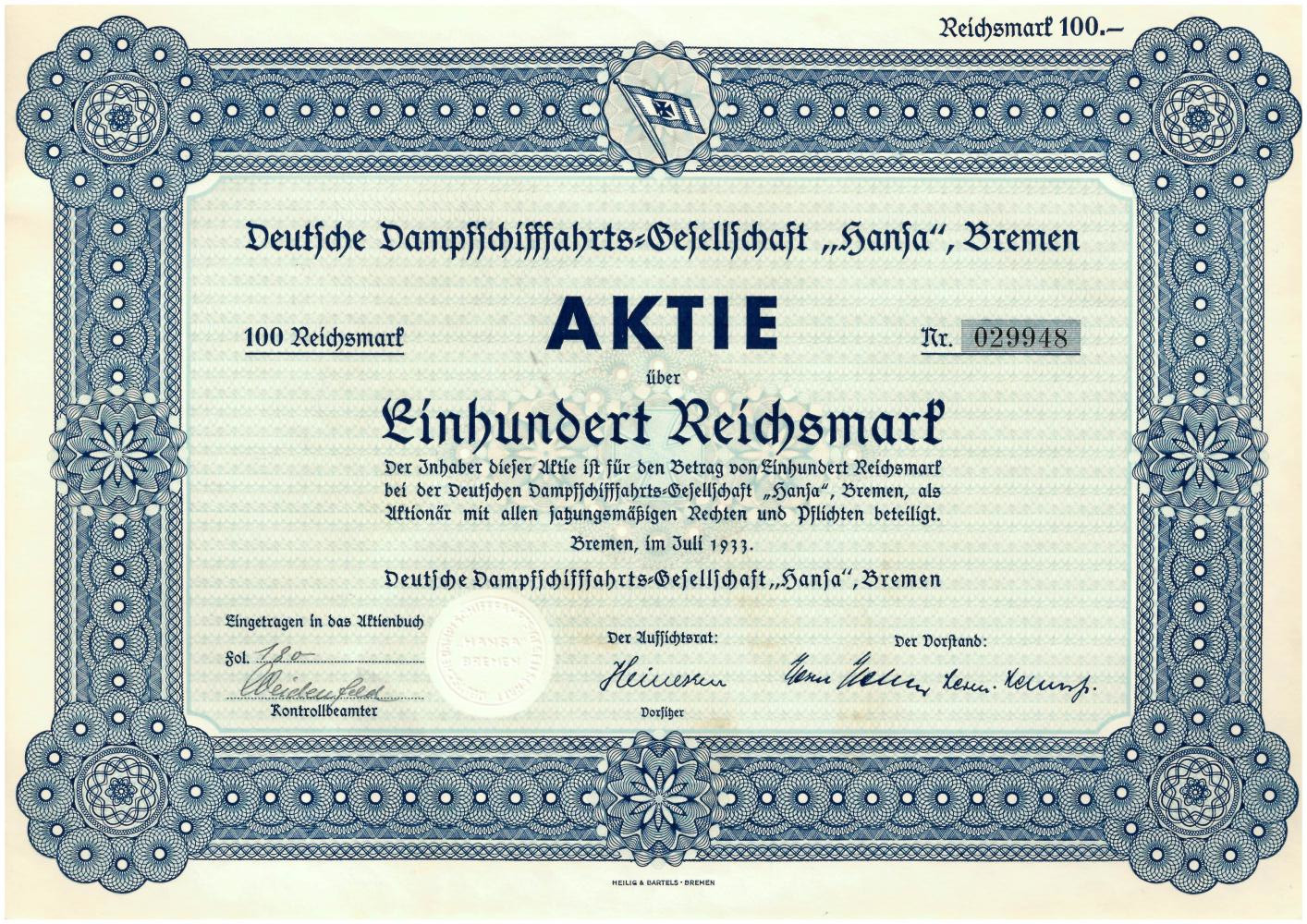
Aktie über 100 RM der Deutschen Dampfschifffahrts-Gesellschaft Hansa vom Juli 1933

Die Jahre nach 1929 standen im Schatten der Weltwirtschaftskrise, in der der Reedereibetrieb rationalisiert, die Zahl der Abfahrten reduziert und schließlich auch Schiffe aufgelegt (vorübergehend außer Dienst gestellt) werden mussten. In der Hoffnung auf ein steigendes Ladungsaufkommen aus den Vereinigten Staaten eröffnete die DDG 1931 eine Linie zwischen USA-Ostküstenhäfen und Südafrika. Im Jahr darauf gab man zum einen die Rangoon-Linie auf und trennte sich zum anderen im Rahmen der von der Reichsregierung angebotenen Abwrackbeihilfe von den älteren Schiffen Argenfels, Axenfels, Crostafels und Reichenfels. Die Ehrenfels, Rolandseck und Soneck wurden normal verkauft, woraufhin die DDG-Flotte zum Ende des Jahres 1932 noch aus 41 Seeschiffen mit einer Tragfähigkeit von zusammen 406.447 Tonnen und einigen Schleppern, Leichtern und Barkassen bestand. Ab 1932 übernahm der Norddeutsche Lloyd rund drei Viertel des Aktienkapitals der DDG „Hansa“ – eine Verbindung, die einige Zeit später im Zuge der Reedereientflechtung des Dritten Reichs wieder aufgelöst wurde. Ab 1935 gab die „Hansa“ mit Reichszuschüssen neue Schiffsneubauten, wie zum Beispiel die Ehrenfels-Klasse in Auftrag.
Zu Beginn des Zweiten Weltkrieges fuhren 44 Schiffe in elf regelmäßigen Abfahrten von Bremen nach Häfen am Indischen Ozean, am Persischen Golf, in Spanien und Portugal, sowie von Nordamerika nach Indien, dem Persischen Golf und Afrika. Das Liniennetz der D.D.G. „Hansa“ umfasste folgende Dienste:
- Von Bremen nach Bombay und Karatschi (zehntägliche Abfahrten)
- Von Bremen nach Spanien und Portugal (zehntägliche Abfahrten)
- Von Bremen zum Persischen Golf (vierzehntägliche Abfahrten)
- Von Bremen nach Colombo, Madras und Kalkutta (vierzehntägliche Abfahrten)
- Von Bremen nach Tuticorin und Rangun (dreiwöchentliche Abfahrten)
- Von Bremen zur Kathiawar-Küste und Mormugoa (monatliche Abfahrten)
- Von Bremen nach Kakinada und Visakhapatnam (monatliche Abfahrten)
- Von Bremen nach Chittagong (sechswöchentliche Abfahrten)
- Von Bremen zur Malabarküste (zweimonatliche Abfahrten)
- Von der US-Ostküste zum Persischen Golf (monatliche Abfahrten mit zwei ausländischen Reedereien)
- Von der US-Ostküste nach Süd- und Ostafrika (zweimonatliche Abfahrten)

Während der Kriegsjahre verlor die „Hansa“ 56 (andere Quelle 54) Seeschiffe mit zusammen 320.650 BRT, drei Barkassen und 13 Schuten, dabei kamen 144 Seeleute ums Leben. Am 6. Oktober 1944 brannte das Kontorgebäude der Reederei bei einem Luftangriff aus und auch das Ausrüstungslager in Bremen sowie die Reparaturwerkstatt in Hamburg fielen den Kriegshandlungen zum Opfer. Darüber hinaus verlor die Reederei alle Liegenschaften und Vermögen im Ausland.

### Nachkriegszeit und Ende

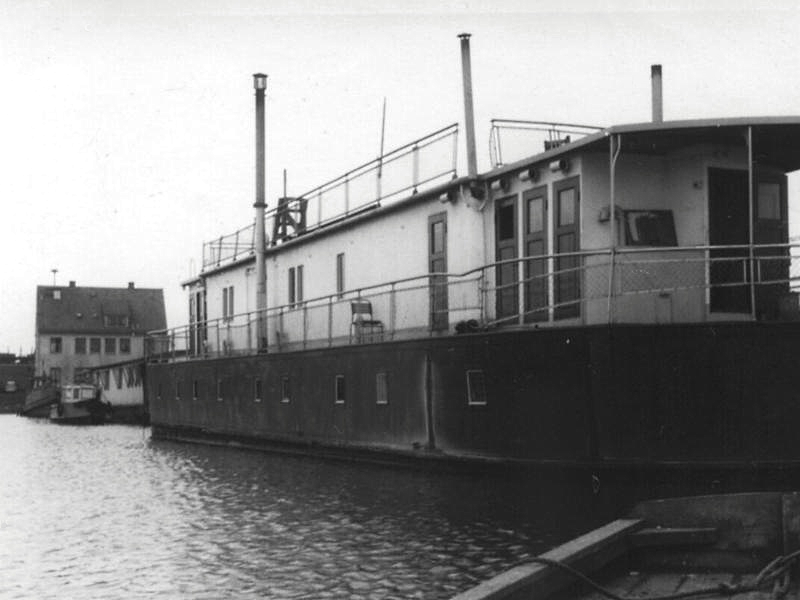
DDG-Wohnschiff Ali Baba, Bremen Hohentorshafen

Nach dem Zweiten Weltkrieg musste die DDG „Hansa“ die verbliebenen elf Schiffe ihrer Handelsflotte an die Alliierten abgeben. Auch drei in Schweden im Bau befindliche schon bezahlte Schiffe werden später enteignet. Es bleiben einige Motorleichter, die Hafenbarkasse Hansa I und das aus einem Oberweserkahn umgebaute Wohnschiff Ali Baba. Nunmehr leitete von 1943 bis 1969 Hermann Helms junior (1898–1983), Sohn des gleichnamigen vormaligen Hansa-Chefs Hermann Helms (1868–1942), das Unternehmen. Mit den verbliebenen und wenigen zugekauften Kleinfahrzeugen sowie einigen Charterschiffen nahm die Reederei einen vorerst sehr begrenzten Nachkriegsbetrieb auf. Ab 1950 begann man mit zwei größeren Schiffen wieder in die Trampfahrt zurückzukehren und 1951 konnten wieder erste Liniendienste zum Persischen Golf und zur iberischen Halbinsel aufgenommen werden. In den Jahren 1951/52 übernahm die Reederei drei Schwergutschiffe der Bärenfels-Klasse und ab 1954 folgten sechs modernere Frachter der Lichtenfels-Klasse, mit denen an die vor dem Weltkrieg begonnene Spezialisierung angeknüpft wurde. Mit der Bereederung des Weintankers Vinum betrieb die Reederei ab 1953 ein auch eher ungewöhnliches Fahrzeug.

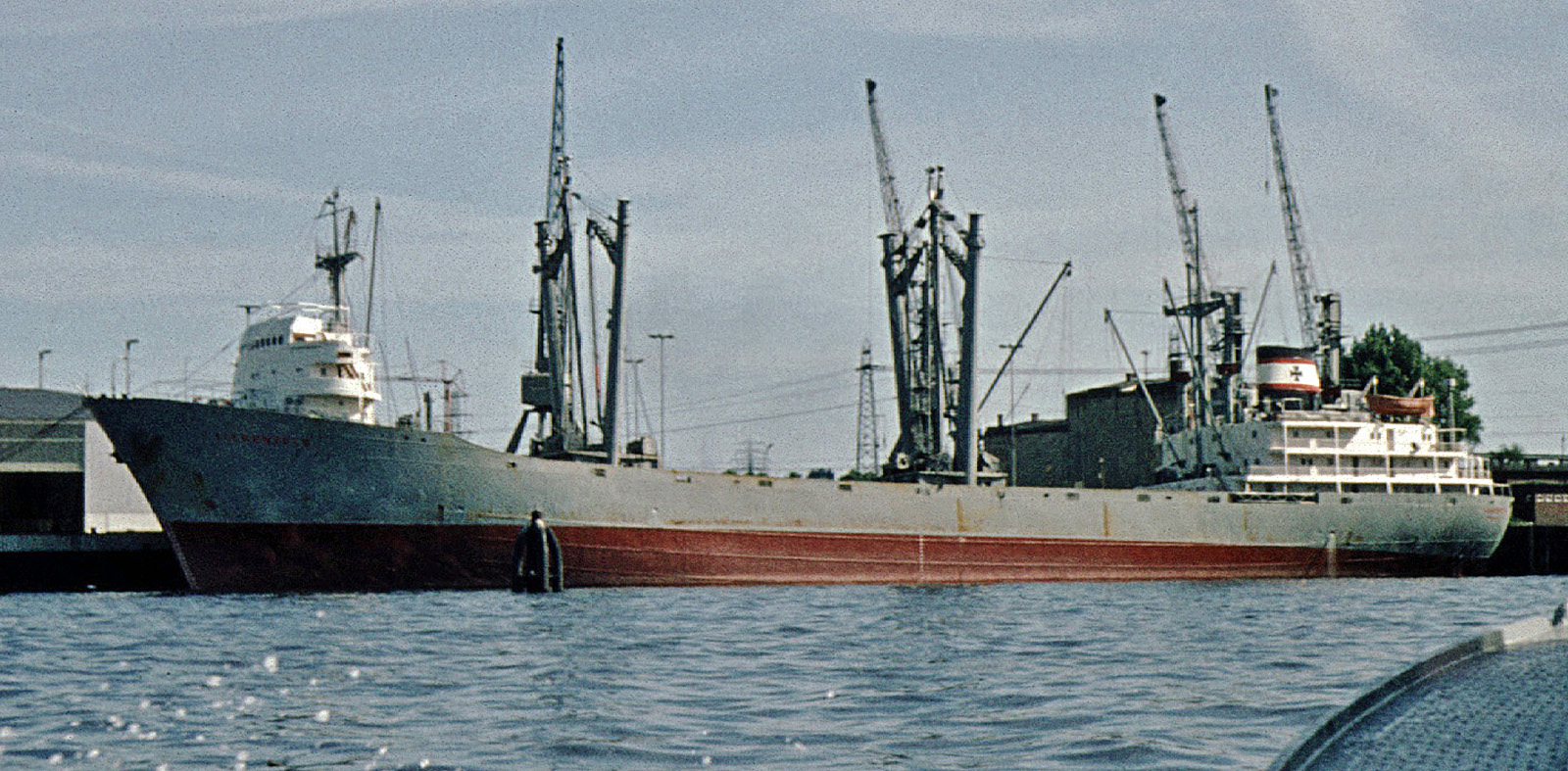
Die Liebenfels aus der Lichtenfels- oder sog. Picasso-Klasse

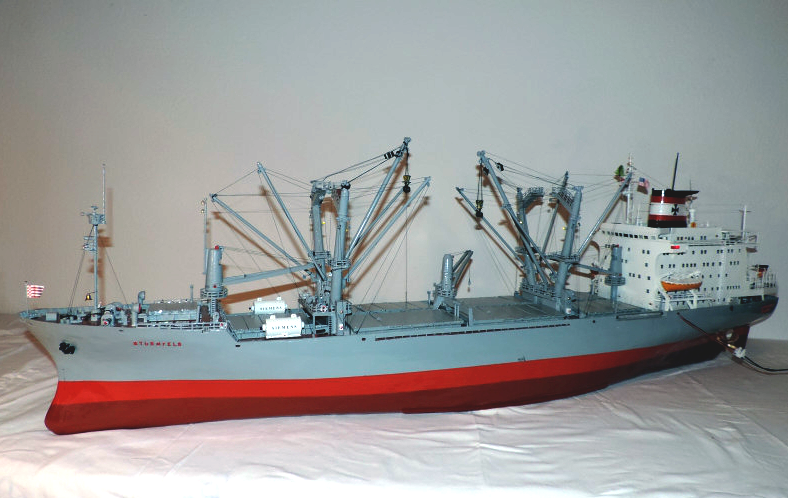
Modell des DDG-Ausbildungsschiffs Sturmfels der ST-Klasse (1969)

1956 besaß die Flotte der „Hansa“ wieder eine Größe von 44 Schiffen, vornehmlich Gebrauchttonnage (darunter auch einige Rückkäufe eigener Schiffe) und neue Schwergutfrachter sowie 74 Flussschiffe. Bis auf den Dienst zwischen USA, Süd- und Ostafrika befuhr die DDG zu diesem Zeitpunkt wieder alle vor dem Krieg betriebenen Linien. Die Schließung des Suezkanals als Folge der Sueskrise führte 1956/57 jedoch zu deutlichen finanziellen Einbußen. Ein weiteres Problem dieser Jahre war der Aufbau eigener Handelsflotten in unabhängig gewordenen Staaten, die häufig von protektionistischen Maßnahmen begleitet waren. Die Reederei reagierte auf die veränderte Marktsituation mit Rationalisierungsmaßnahmen, wie zum Beispiel der Verkleinerung von Schiffsbesatzungen und dem Verkauf älterer Schiffe und baute ihr Schwergutgeschäft in den folgenden Jahren mit dem Bau der Schwarzenfels-Klasse, der Wartenfels-Klasse, dem Typ WN und 1967/68 mit dem Umbau der Uhenfels zum weltweit leistungsfähigsten Schwergutfrachter weiter aus. Im Jahr 1959 gab die Reederei ihre Anteile an der Deutschen Flugdienst Gesellschaft ab und übernahm die Anteilsmehrheit an der Atlas Levante-Linie (ALL), deren Fahrtgebiet sich mit dem der „Hansa“ deckte. Sie war im Jahr darauf mit 56 Seeschiffen von zusammen 426.542 Tonnen Tragfähigkeit zur größten deutschen Schiffahrtsgesellschaft gewachsen.
Die Hauptversammlung beschloss im Dezember 1962 die Erhöhung des Aktienkapitals von 15 auf 17,5 Millionen DM.
Ab Mitte der 1960er Jahre kamen für die „Hansa“ gleich mehrere neue Geschäftsfelder hinzu. Das wachsende Ölbohrgeschäft auf See erforderte maßgeschneiderte Bohrinselversorger. Das Preussag-Tochterunternehmen Vereinigte Tanklager und Transportmittel Gesellschaft (VTG) gründete zusammen mit der Tankreederei De Vries die Nordsee Versorgungsschiffahrtsgesellschaft (NVG) und begann mit der NVG 2 im Jahr 1965 mit dem Einsatz geeigneter Offshorefahrzeuge. Die „Hansa“ hatte die Anfänge dieses Geschäfts beobachtet und bei der Rolandwerft die Kattenturm, einen Nachbau der NVG 2, in Auftrag gegeben, den sie am 24. März 1966 übernahm. Die VTG hatte sich unterdessen von der Reederei De Vries getrennt und die Bereederung der NVG 2 im Dezember 1965 an die DDG übertragen. 1967 gründeten beide Unternehmen eine gemeinsame Reederei, die VHO VTG/Hansa Offshore mit Sitz in Bremen, deren seemännisches Personal von der „Hansa“ gestellt wurde. Ab 1968 ging man gemeinsam eine Partnerschaft mit der Londoner Reederei Offshore Marine Limited ein, aus der das zu dritt betriebene Vermarktungsunternehmen Offshore Supply Association (OSA) hervorging. In den folgenden Jahren bauten VTG und „Hansa“ eine wachsende Flotte von Bohrinselversorgern auf, die im jeweiligen Besitz der Partner blieben, aber von der VHO VTG bereedert und von der OSA eingesetzt wurden. 1970 löste man die VHO VTG wieder auf und jede der beiden Reedereien übernahm wieder die Betreuung der jeweiligen Schiffe. Nach einem Gesellschafterwechsel bei Offshore Marine Limited stieg diese 1973 bei der OSA aus, woraufhin VTG und DDG jeweils 50 % der OSA-Anteile übernahmen. Darüber hinaus betrieb die „Hansa“ Ende der 1970er Jahre noch die Tochterreedereien Hansa Offshore (SEA) und Offshore Supply Association in Singapur.
Anfang der 1970er Jahre erweiterte die DDG „Hansa“ ihr Tätigkeitsgebiet erneut. Sie baute Containerschiffe, mit denen der Liniendienst zwischen der US-amerikanischen Ostküste und dem Mittelmeer umgestellt wurde und RoRo-Schiffe, um den langen Liegezeiten durch die chronische Verstopfung der Häfen am Persischen Golf und dem Roten Meer entgegenzuwirken. Außerdem betrieb die „Hansa“ das Müllverbrennungsschiff Vulcanus sowie den Gastanker Kap Skagen. Weitere Beteiligungen wurden an der Horst Striesow Schiffahrtsgesellschaft in Westerrönfeld, der Schwergutreederei American Heavy Lift Shipping Company (25 %) und der Hansa Line USA jeweils in Wilmington sowie der Hansa Shipping in Panama gehalten.
Nachdem die Reederei in der zweiten Hälfte der 1970er Jahre große Summen in den Neuaufbau der Flotte und den Aufbau der RoRo- und Containerdienste gesteckt hatte, geriet das Unternehmen mit seinen damals 2886 Mitarbeitern durch Dollarschwäche, sinkendes Ladungsvolumen bei Überkapazitäten und zunehmende Konkurrenz durch Outsider und Staatshandelsreedereien, eine Verdoppelung der Bunkerpreise und verhältnismäßig hohe Personalkosten in finanzielle Schieflage. Es gelang der Reederei daraufhin nur unzureichend, sich auf die veränderten Bedingungen einzustellen. Zudem betraf der 1979 vollständig wegbrechende iranische Ladungsanteil im Persischen Golf im Gefolge der Islamischen Revolution das wichtigste Fahrtgebiet der Reederei. Im April 1980 wurde das Grundkapital von 60 auf 10 Millionen DM herabgesetzt und anschließend erneut um neue 30 Millionen DM aufgestockt, die Maßnahme konnte die großen Defizite aus dem laufenden Schiffsbetrieb jedoch nur kurz ausgleichen, woraufhin die „Hansa“ am 18. August 1980 Vergleich anmelden musste. Zum 31. Dezember des Jahres wurde der Schifffahrtsbetrieb eingestellt. Die Reederei Hapag-Lloyd übernahm das Liniengeschäft in Madagaskar, Mauritius und im Nahen und Mittleren Osten, der langjährige Partner VTG übernahm den weiteren Betrieb der Bohrinselversorgerflotte. Mit diesen beiden Schritten konnten etwa 660 der zuletzt rund 2500 Arbeitsplätze erhalten werden. Die restliche Flotte und die zahlreichen Liegenschaften wurden veräußert. Die Schornsteinmarke wurden 1984 von der Bremer Schwergutreederei Project Carriers erworben.

## Schiffsnamen, Erkennungszeichen und Farbgebung

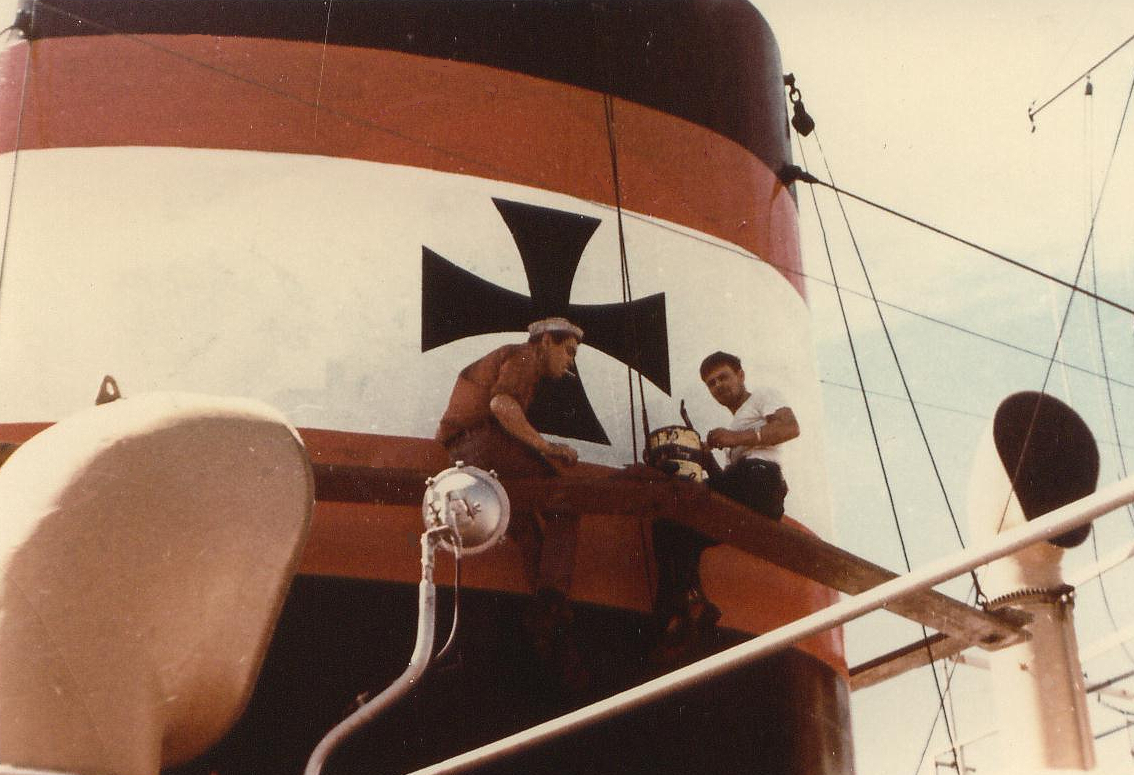
Schornsteinmarke der DDG „Hansa“

Vom ersten übernommenen Dampfer Stolzenfels im Februar 1882 bis zum RoRo-Frachter Rheinfels, der im Dezember 1977 zur Reedereiflotte stieß, hielt die DDG „Hansa“ bei der Benennung ihrer Schiffe eine größtenteils einheitliche Namensgebung bei. Nahezu alle Schiffe waren nach Burgen, Schlössern und Bremer Wehrtürmen benannt. Daraus resultierten Namensendungen mit -Fels, -Burg, -Eck und -Turm. In späteren Jahren bildete sich daraus ein System, bei dem anhand des Namens auf ein bestimmtes Fahrtgebiet oder auch auf einen bestimmten Schiffstyp geschlossen werden konnte (so endeten beispielsweise später alle Namen der Offshoreversorger auf -Tor und -Turm). In Rotterdam wurde sogar ein Hafenbecken Felshaven benannt.
Ein weiteres von Anfang bis Ende unverändertes Erkennungszeichen der Reederei war deren Schornsteinmarke mit einem Hanseatenkreuz auf weißem Feld, das oben und unten durch ein rotes Band abgesetzt war. Die Haus- oder Kontorflagge zeigte anfangs die Rheinburg Stolzenfels, wurde aber kurze Zeit später analog zur Schornsteinmarke gestaltet.
Die traditionelle Farbgebung der „Hansa“-Schiffe bestand aus schwarzem Rumpf mit rotem Unterwasserschiff, weißen Aufbauten und gelbbraunen Masten (buff). In den Jahren 1961/62 änderte man die Außenbords- und Mastenfarbe in einheitliches Grau. In den 1970er Jahren rückte man etwas von dieser Einheitlichkeit ab und lackierte die Container- und RoRo-Schiffe außenbords in Rot.